# Mukhsin Mukhamadiev
Mukhsin Mouslimovitch Mukhamadiev (russe : Мухсин Муслимович Мухамадиев), né le 21 février 1966 Douchanbé en Tadjikistan,  est un joueur de football international tadjik et russe, qui jouait au poste d'attaquant reconverti en entraîneur.

## Biographie

### Sélection
Tadjikistan
Mukhsin Mukhamadiev est convoqué pour la première fois par le sélectionneur national du Tadjikistan, Sharif Nazarov pour un match amical face à l'Ouzbékistan le 17 juin 1992, où il marque un doublé. 
Il compte une sélection et deux buts avec l'équipe du Tadjikistan en 1992.
Russie
En 1995, il est convoqué pour la première fois par le sélectionneur national de Russie, Oleg Romantsev pour des éliminatoires de l'Euro 1996 contre les îles Féroé le 6 mai 1995, où il marque un but. 
Il compte une sélection et un but avec l'équipe de Russie en 1995.

## Palmarès
| Pamir Douchanbé - Championnat d'URSS D2 (1) : - Champion : 1988. - Championnat du Tadjikistan (1) : - Champion : 1992. - Coupe du Tadjikistan (1) : - Vainqueur : 1992. |  | Spartak Moscou - Championnat de Russie (1) : - Champion : 1994. |

## Statistiques

### Statistiques en club
| Saison                | Club                     | Championnat           | Championnat | Championnat | Coupe(s) nationale(s) | Coupe(s) nationale(s) | Compétition(s) continentale(s) | Compétition(s) continentale(s) | Compétition(s) continentale(s) | Total | Total |
| Saison                | Club                     | Division              | M.          | B.          | M.                    | B.                    | Comp.                          | M.                             | B.                             | M.    | B.    |
| 1983                  | Pakhtakor Kourgan-Tioube | D3                    | 1           | 0           | -                     | -                     | -                              | -                              | -                              | 1     | 0     |
| 1984                  | Pakhtakor Kourgan-Tioube | D3                    | 32          | 5           | -                     | -                     | -                              | -                              | -                              | 32    | 5     |
| Sous-total            | Sous-total               | Sous-total            | 33          | 5           | -                     | -                     | -                              | -                              | -                              | 33    | 5     |
| 1985                  | Pamir Douchanbé          | D2                    | 3           | 0           | -                     | -                     | -                              | -                              | -                              | 3     | 0     |
| 1986                  | Pamir Douchanbé          | D2                    | 42          | 18          | 2                     | 1                     | -                              | -                              | -                              | 44    | 19    |
| 1987                  | Pamir Douchanbé          | D2                    | 38          | 8           | 1                     | 0                     | -                              | -                              | -                              | 39    | 8     |
| 1988                  | Pamir Douchanbé          | D2                    | 42          | 22          | -                     | -                     | -                              | -                              | -                              | 42    | 22    |
| 1989                  | Pamir Douchanbé          | D1                    | 29          | 6           | 4                     | 0                     | -                              | -                              | -                              | 33    | 6     |
| 1990                  | Pamir Douchanbé          | D1                    | 22          | 9           | 2                     | 1                     | -                              | -                              | -                              | 24    | 10    |
| 1991                  | Pamir Douchanbé          | D1                    | 27          | 7           | 1                     | 2                     | -                              | -                              | -                              | 28    | 9     |
| 1992                  | Pamir Douchanbé          | D1                    | 4           | 5           | -                     | -                     | -                              | -                              | -                              | 4     | 5     |
| Sous-total            | Sous-total               | Sous-total            | 207         | 75          | 10                    | 4                     | -                              | -                              | -                              | 217   | 79    |
| 1992                  | Lokomotiv Moscou         | D1                    | 22          | 7           | -                     | -                     | -                              | -                              | -                              | 22    | 7     |
| 1993                  | Lokomotiv Moscou         | D1                    | 19          | 5           | 1                     | 1                     | -                              | -                              | -                              | 20    | 6     |
| 1993-1994             | Ankaragücü SK            | D1                    | 29          | 4           | 2                     | 0                     | -                              | -                              | -                              | 31    | 4     |
| 1994                  | Spartak Moscou           | D1                    | 15          | 5           | 1                     | 2                     | C1                             | 5                              | 1                              | 21    | 8     |
| 1995                  | Spartak Moscou           | D1                    | 15          | 7           | 2                     | 1                     | C1                             | 1                              | 0                              | 18    | 8     |
| 1996                  | Lokomotiv Nijni Novgorod | D1                    | 31          | 11          | 1                     | 0                     | -                              | -                              | -                              | 32    | 11    |
| 1997                  | Lokomotiv Nijni Novgorod | D1                    | 26          | 6           | -                     | -                     | CI                             | 5                              | 1                              | 31    | 7     |
| 1997-1998             | Austria Vienne           | D1                    | 13          | 0           | -                     | -                     | -                              | -                              | -                              | 13    | 0     |
| 1998                  | Torpedo Moscou           | D1                    | 14          | 2           | 1                     | 0                     | -                              | -                              | -                              | 15    | 2     |
| 1999                  | Chinnik Iaroslavl        | D1                    | 11          | 1           | 1                     | 0                     | -                              | -                              | -                              | 12    | 1     |
| 1999                  | FK Boukhara              | D1                    | 7           | 7           | -                     | -                     | -                              | -                              | -                              | 7     | 7     |
| 2000                  | Dinamo Samarqand         | D1                    | 30          | 26          | 5                     | 6                     | -                              | -                              | -                              | 35    | 32    |
| 2001                  | Dinamo Samarqand         | D1                    | 15          | 15          | -                     | -                     | -                              | -                              | -                              | 15    | 15    |
| 2001                  | Arsenal Toula            | D2                    | 15          | 3           | 1                     | 0                     | -                              | -                              | -                              | 16    | 3     |
| 2002                  | Vitiaz Podolsk           | D3                    | 25          | 2           | 3                     | 2                     | -                              | -                              | -                              | 28    | 4     |
| Sous-total            | Sous-total               | Sous-total            | 287         | 101         | 18                    | 12                    | -                              | 11                             | 1                              | 316   | 114   |
| Total sur la carrière | Total sur la carrière    | Total sur la carrière | 527         | 181         | 28                    | 16                    | -                              | 11                             | 1                              | 566   | 198   |

### Buts en sélection
Le tableau suivant liste les résultats de tous les buts inscrits par Mukhsin Mukhamadiev avec le Tadjikistan et la Russie.